# Jack Robinson (Fußballspieler, 1993)
Jack Robinson (* 1. September 1993 in Warrington) ist ein englischer Fußballspieler. Der 1,80 m große Abwehrspieler war mit sechzehn Jahren und 250 Tagen der jüngste Spieler, der je für den FC Liverpool zum Einsatz kam Damit brach er den Rekord von Max Thompson. Seit 2020 steht er bei Sheffield United unter Vertrag. 

## Karriere

### FC Liverpool
Er gab sein Debüt am 9. Mai 2010, als er in der 87. Minute, im letzten Saisonspiel gegen Hull City für Ryan Babel eingewechselt wurde. Mit seiner Einwechselung ist er mit sechzehn Jahren und 250 Tagen, der jüngste Spieler der in einem Pflichtspiel für den FC Liverpool zum Einsatz kam.
Am 22. September kam er in der dritten Runde des Ligapokals gegen Northampton Town erneut zu einem Einsatz. Das Spiel wurde mit 4:2 nach Elfmeterschießen gewonnen. Am 2. Dezember kam er, beim 1:1 in der Vorrunde in der Europa League, gegen Steaua Bukarest zu einem Einsatz. Am 17. April 2011 kam er zu seinem zweiten Premier League Einsatz, als er in der 22. Minute für den verletzten Fabio Aurelio, gegen Arsenal eingewechselt wurde. Das Spiel endete mit 1:1. Am 23. April gab er sein Startelfdebüt beim 5:0-Erfolg gegen Birmingham City.
Nach der Verpflichtung von José Enrique Sánchez von Newcastle United kam Robinson nur zu zwei Einsätzen. Am 24. August 2011 beim 3:1-Auswärtssieg gegen Exeter City und am 21. September beim 2:1-Auswärtssieg gegen Brighton & Hove Albion. Jeweils im Liga Pokal. Am 31. Oktober unterschrieb er einen neuen langjährigen Vertrag beim FC Liverpool.
Im Februar 2013 wurde er bis Saisonende an die Wolverhampton Wanderers ausgeliehen. Im Sommer wurde Robinson an den FC Blackpool weiterverliehen.
Am 28. August 2014 wechselte Robinson zu den Queens Park Rangers. Er unterschrieb einen Vierjahresvertrag bis zum 30. Juni 2018 und wurde bis zum Saisonende an Huddersfield Town ausgeliehen.
Am 30. Juni 2018 unterschrieb Robinson einen Zweijahresvertrag bei Nottingham Forest. Ein halbes Jahr vor dem Vertragsende in Nottingham wechselte Robinson im Januar 2020 zum Erstligisten Sheffield United. Mit seiner Mannschaft stieg er in Premier League 2020/21 wieder in die zweite Liga ab.